# Jürgen Sekula
Jürgen Sekula (* 2. Mai 1958 in Bottrop) ist ein ehemaliger deutscher Fußballspieler.

## Karriere
Sekula spielte in der Jugend von Fortuna Bottrop und Rot-Weiss Essen. 1976 spielte er in der A-Jugend, mit der er ins Finale der deutschen A-Jugendmeisterschaft einzog. Der Finalgegner war der FC Schalke 04. Sekula spielte im Mittelfeld neben Frank Mill und erzielte in der 6. Spielminute gegen den Schalker Torwart Peter Sandhofe die 1:0-Führung. Danach lief alles gegen die Essener, zum Ende des Spieles stand es aus Essener Sicht 1:5, Schalke war A-Jugendmeister. Sekula blieb bei den Essenern und schaffte es in die 2. Bundesliga. Sein Debüt gab er in der Saison 1979/80 unter Trainer Rolf Schafstall gegen Tennis Borussia Berlin. Das Spiel wurde 2:4 gewonnen und Sekula steuerte in der 73. Spielminute das 1:3 bei. In der Folgezeit blieb er Ergänzungsspieler, insgesamt spielte er für Essen 36-mal in der 2. Bundesliga und erzielte vier Tore. Später spielte er für den VfB Bottrop.

## Sonstiges
Sekula absolvierte bei seiner Zeit bei Rot-Weiss Essen eine Verwaltungslehre. Er arbeitet für die Stadt Bottrop, beim Standesamt.